# Fiodor Waraksin
Fiodor Dmitrijewicz Waraksin (ros. Фёдор Дмитриевич Вараксин, ur. 8 lipca?/21 lipca 1908 we wsi Wialsy w guberni tambowskiej, zm. 2 lutego 1975 w Moskwie) – radziecki polityk, minister przemysłu leśnego i obróbki drewna ZSRR (1954–1957).

## Życiorys
W latach 1926–1930 studiował w Leningradzkiej Akademii Leśno-Technicznej, potem był kierownikiem technicznym, starszym mechanikiem i zastępcą dyrektora zakładu leśnego w obwodzie leningradzkim, a 1936–1938 kierownikiem warsztatu i kierownikiem technicznym kombinatu fornierowego w obwodzie leningradzkim; 1938–1939 dyrektor tego kombinatu. Od 1936 w WKP(b), od 1939 do stycznia 1942 szef Głównego Zarządu Przemysłu Fornierowego Ludowego Komisariatu Przemysłu Leśnego ZSRR, od stycznia 1942 do sierpnia 1948 zastępca ludowego komisarza/ministra przemysłu leśnego ZSRR, od lutego 1951 do marca 1953 I zastępca ministra przemysłu leśnego ZSRR, od października 1953 do kwietnia 1954 zastępca ministra przemysłu leśnego i papierniczego ZSRR, od 19 kwietnia 1954 do 10 maja 1957 minister przemysłu leśnego i obróbki drewna ZSRR. Od 4 czerwca 1957 do 11 kwietnia 1958 minister przemysłu leśnego i obróbki drewna Rosyjskiej FSRR, od lipca 1958 do maja 1960 szef Głównego Zarządu Przemysłu Meblowego i Standardowej Budowy Domów przy Państwowym Komitecie Rady Ministrów ZSRR ds. Budownictwa, od lipca 1958 do lipca 1959 zastępca przewodniczącego tego Komitetu. Od maja 1960 do lutego 1962 szef Wydziału Ekonomiki i Rozwoju Przemysłu Leśnego i Celulozowo-Papierniczego Głównej Rady Naukowo-Ekonomicznej Rady Ministrów ZSRR, od lutego 1962 do października 1965 I zastępca przewodniczącego Państwowego Komitetu Rady Ministrów ZSRR ds. Przemysłu Leśnego, Papierniczego i Obróbki Drewna i Gospodarki Leśnej, od października 1965 do czerwca 1968 I zastępca ministra przemysłu leśnego, celulozowo-papierniczego i obróbki drewna ZSRR, od czerwca 1968 do śmierci I zastępca ministra przemysłu leśnego i obróbki drewna ZSRR. Pochowany na Cmentarzu Nowodziewiczym.

## Odznaczenia i nagrody
- Order Lenina
- Order Rewolucji Październikowej
- Order Czerwonego Sztandaru Pracy (czterokrotnie)
- Order Wojny Ojczyźnianej I klasy
- Nagroda Stalinowska (1951)